# Коробова, Дарья Сергеевна
Да́рья Серге́евна Ко́робова (род. 7 февраля 1989 года, Электросталь, Московская область) — российская синхронистка. Олимпийская чемпионка 2012.
Восьмикратная чемпионка мира, пятикратная чемпионка Европы, обладательница Кубка мира, пятнадцатикратная чемпионка России.

## Спортивная карьера
В 2008 году в розыгрыше Мирового трофея Международной федерации водных видов спорта по синхронному плаванию сборная России выступала юниорским составом. Коробова с Анжеликой Тиманиной в произвольной программе дуэтов стали третьими.
В 2009 году в составе сборной России стала двукратной чемпионкой мира. Сначала первенствовала в технической программе, а затем с — в произвольной.
В 2010 году на чемпионате Европы в Будапеште приняла участие в соревновании групп и комбинации и завоевала две золотые медали.
В 2013 году на летней Универсиаде в Казани выиграла две золотые медали: в соревновании групп и комбинации.
В том же году на чемпионате мира в Барселоне стала победительницей в соревновании групп и комбинации.

## Государственные и ведомственные награды
- Орден Дружбы (13 августа 2012 года) — за большой вклад в развитие физической культуры и спорта, высокие спортивные достижения на Играх XXX Олимпиады 2012 года в городе Лондоне (Великобритания)[11].
- Заслуженный мастер спорта России (5 апреля 2010 года)[12].
- Почётная грамота Президента Российской Федерации (19 июля 2013 года) — за высокие спортивные достижения на XXVII Всемирной летней универсиаде 2013 года в городе Казани[13].